# Paul Rehkopf
Paul Rehkopf (Brunsvique, 21 de maio de 1872 – Berlim, 29 de junho de 1949) foi um ator alemão da era do cinema mudo.

## Filmografia selecionada
- 1917: Die Königstochter von Travankore
- 1918: Das Tagebuch einer Verlorenen
- 1918: Lorenzo Burghardt
- 1919: Die Teufelskirche
- 1944: Liebesbriefe
- 1944: Philharmoniker
- 1944: Ein schöner Tag
- 1944: Die schwarze Robe
- 1945: Das kleine Hofkonzert
- 1945: Die Schenke zur ewigen Liebe